# Mesystoechus ciliatus
Mesystoechus ciliatus är en skalbaggsart som beskrevs av Waterhouse 1878. Mesystoechus ciliatus ingår i släktet Mesystoechus och familjen Rutelidae. Inga underarter finns listade i Catalogue of Life.